# Tahanea
Tahanea ist ein großes unbewohntes Atoll des Tuamotu-Archipels in Französisch-Polynesien. Das nächste Atoll Faaite liegt 12 km östlich entfernt.
Tahanea erreicht eine Ausdehnung von 48 km Länge bei einer maximalen Breite von 15,2 km. Das Atoll ist von Riffen umgeben, welche im Süden etwas breiter sind als die im Norden, nahe dem Atoll gelegenen. Es existieren drei gut schiffbare Passagen zur Lagune, die Motupuapua, Teavatapua und Otao genannt werden. 
Tahanea gehört administrativ zur Gemeinde Anaa.

## Geschichte
Das Eiland wurde 1774 von Domingo de Boenechea entdeckt. Er nannte das Atoll San Julián. 
Ebenso wurde es von dem deutschbaltischen Seefahrer Fabian Gottlieb von Bellingshausen 1820 im Rahmen einer Forschungsreise angefahren. Er gab dem Atoll den Namen Tschitschagow.
Heute sind es lediglich die Bewohner der Nachbarinseln, welche das Atoll manchmal aufsuchen, um Kopra herzustellen.
Auf dem Eiland ist der Südseeläufer (Prosobonia cancellata) heimisch.